# Волви
Во́лви (греч. Λίμνη Βόλβη, болг. Богданско езеро, тур. Beşik Gölü) — озеро в Греции, в северной части периферийной единицы Салоники в периферии Центральная Македония. Расположено на полуострове Халкидики, восточнее города Салоники и северо-западнее Афона. Западнее находится озеро Корония, из которого осуществляется сток в озеро Волви по реке Дервени (Δερβένι).
Площадь озера — 70 км². Волви имеет тектоническое происхождение. Глубина озера может достигать 23 метров, в среднем — около 13 метров. Объём воды — 0,94 км³. В длину озеро достигает 21 километров, в ширину — более 6 километров. Зеркало озера расположена на высоте 37 метров. Площадь водосборного бассейна — 1247 квадратных километров.
Волви богато рыбой, известно около 30 видов, один — эндемичный. На берегах озера встречается до 200 видов птиц.
Озера Корония и Волви входят в природоохранную сеть «Натура 2000».